# Бегалиев, Темиралы
Бегалиев Темиралы Бегалиевич (кирг. Темиралы Бегалы уулу, 1912, Кольцовка, Семиреченская область — 1998) — киргизский писатель, поэт, сказитель.

## Биография
Родился в 1912 году в селе Кюн-чыгыш (ныне Боконбаево).
Окончил рабфак в Бишкеке, после чего вернулся в родное село и в 1929-1931 годах работал на комсомольских и хозяйственных должностях.
С 1937 года работал в сфере народного просвещения в Тонском, Кара-Кульджинском, Узгенском, Лейлекском районах республики. Был внештатным корреспондентом газеты «Советская Киргизия».
Участвовал в Великой Отечественной войне с июня 1943 года по декабрь 1945 года в качестве стрелка 1-й аэродромной роты 1-воздушной армии.
Участвовал во взятии Кёнигсберга.
Во время войны начал писать первые произведения.
После окончание войны работал в колхозе, в школах. Его стихи печатались в газетах, журналах республиканского масштаба. Многие произведения Бегалиева остались рукописями и хранятся в семейном архиве. Одна из его поэм «Залкар и Жаркын» была напечатана в 1992 году.
С 1993 года состоял в Союзе писателей Киргизии.
Умер осенью 1998 года в возрасте 86 лет. Был с почётом похоронен в родовом кладбище в Боконбаево.

## Награды
- Орден Отечественной войны II степени, 1941—1945 гг.
- Юбилейные медали 20, 25, 40, 50 лет Победы
- «За победу в Великой Отечественной войне в Германии»
- «За взятие Кенигсберга».
- «За трудовое отличие»
- В честь 100-летия со дня рождения Ленина награжден юбилейной медалью «За боевые заслуги»
- Медаль «Ветеран труда»